# スカパー・ブロードキャスティング
株式会社スカパー・ブロードキャスティング（SKY Perfect Broadcasting Corporation、SPBC）は、スカパーJSATグループの番組供給事業者。
スカパー!プレミアムサービスにて、ペイ・パー・ビュー（PPV）チャンネルのスカチャン、およびパーフェクト チョイス（2008年9月以降成人向け放送に特化。2013年9月30日に放送終了）、格闘技専門チャンネルのFIGHTING TV サムライなどを運営している。
また、スカパー!プレミアムサービスにて2008年10月放送を開始したハイビジョンチャンネルは、番組供給事業者からの番組供給を受け、SPBCが運営主体となって2016年11月まで衛星一般放送を行ってきた。

## 沿革
- 1996年
  - 4月3日 - 株式会社ペイ・パー・ビュー・ジャパン設立。設立時の株主は日本デジタル放送サービス（のちにスカイパーフェクト・コミュニケーションズ（スカパー）を経て、現・スカパーJSAT）とその母体となった伊藤忠商事、日商岩井（現双日、IT部門は合併前にアイ・ティー・エックス（ITX）に分社化）、三井物産、住友商事。
  - 10月1日 - パーフェクト チョイス 本放送開始。
- 1998年 - 日本デジタル放送サービスとジェイ・スカイ・ビーの合併に伴い、日本デジタル放送サービスが保有する株式を他の4社に譲渡。
- 2000年
  - 3月 - 日本デジタル放送サービスが株式の20%を再取得。
  - 9月 - JSAT（現・スカパーJSAT）が株式の20%を取得。
- 2005年3月 - スカパーがITX、三井物産、住友商事から株式を取得、子会社化（65%）。
- 2007年
  - 2月 - 株式会社サムライティービーより格闘技専門チャンネル・FIGHTING TV サムライの運営を受託。
  - 9月 - スカパー!が伊藤忠商事、JSATから株式を取得、完全子会社化。
- 2008年
  - 7月 - 商号を株式会社スカパー・ブロードキャスティング（SPBC）に変更。
  - 9月1日 - パーフェクト チョイスのうち、Ch.120を「南関東地方競馬チャンネル」、Ch.160 - 186を「スカチャン」にそれぞれチャンネル名を変更。
  - 10月1日 - スカパー!HD放送開始。サムライティービーを合併のうえ、吸収分割により、スカパーJSATの親会社であるスカパーJSATホールディングスの直接の子会社となる。
- 2010年
  - 4月1日 - e-天気.net → SORA-お天気チャンネル-を運営する株式会社eTENと合併、SPBCが存続会社となり、気象情報サービス事業を含むこととなる。
- 2014年
  - 5月31日 - スカパー!プレミアムサービス（標準画質）における全チャンネルの放送を終了。
- 2016年
  - 12月1日 - スカパー!プレミアムサービスの衛星一般放送事業者が、スカパー・ブロードキャスティングからスカパー・エンターテイメントに変更。
- 2021年10月1日 - アダルト動画配信サービス「SPOOX EX」（スプークスイーエックス）を開始。
- 2025年6月27日 - スカパーJSATホールディングスの事業再編により廃業。

## 放送チャンネル

### スカパー!プレミアムサービス
ハイビジョン放送のMPEG-4 AVC/H.264放送チャンネルすべての一般放送事業を受け持っていたが、前述のとおり、2016年12月1日にSPETに変更された。
SPBC直営のチャンネル
- Ch.560 SORA-お天気チャンネル-
- Ch.581他 スカチャン（「スカチャン1」のみスカパー!（Ch.801）でも放送）
- Ch.600 FIGHTING TV サムライ
- Ch.678 南関東地方競馬チャンネル

過去に直営（運営）していたチャンネル
- プレミアムサービス Ch.580・スカパー! Ch.800 スカサカ!
  - 2020年3月より「スポーツライブ+」に名称変更され、同時にスカパーJSATが運営するようになった。
- Ch.585 BSスカパー!
  - スカパー!（Ch.BS241）ではSPETが直営。スカパー!プレミアムサービスの一般放送事業がSPETに移管された際に運営もSPETに一本化。

### スカパー!プレミアムサービス（標準画質）
スカパー!プレミアムサービス（標準画質）に於いては、以下のMPEG-2放送チャンネルの一般放送事業を受け持っていた。
- Ch.120 南関東地方競馬チャンネル
- Ch.135 Vシアター135
- Ch.171 - 173、176、178 - 186 スカチャン
- Ch.254 e-天気.net
- Ch.255 鉄道チャンネル
- Ch.271 ミュージック・エア
- Ch.275 寄席チャンネル
- Ch.281 FOODIES TV
- Ch.301 FIGHTING TV サムライ
- Ch.340 InstrucTV
- Ch.389 グリーンチャンネル2
- Ch.393 （ケイリンライブ）SPEEDチャンネル
- Ch.395 SPEEDプラスワン395
- Ch.396 SPEEDプラスワン396
- Ch.397 SPEEDプラスワン397
- Ch.398 SPEEDプラスワン398
- Ch.399 SPEEDプラスワン399
- Ch.736 クラシカ・ジャパン
- Ch.745 日テレNEWS24
- Ch.747 アニマルプラネット
- Ch.765 ファッションTV
- Ch.784 鳳凰衛視
- Ch.795 ミュージック・グラフィティTV